# Rocky River (plaats in Ohio)
Rocky River is een plaats (city) in de Amerikaanse staat Ohio en valt bestuurlijk gezien onder Cuyahoga County.

## Demografie
Bij de volkstelling in 2000 werd het aantal inwoners vastgesteld op 20.735.
In 2006 is het aantal inwoners door het United States Census Bureau geschat op 19.377, een daling van 1358 (-6.5%).

## Geografie
Volgens het United States Census Bureau beslaat de plaats een oppervlakte van
14,6 km², waarvan 12,3 km² land en 2,3 km² water.

## Plaatsen in de nabije omgeving
De onderstaande figuur toont nabijgelegen plaatsen in een straal van 8 km rond Rocky River.